# Jacqueline Lölling
Jacqueline Lölling est une skeletoneuse allemande, née le 6 
février 1995.

## Biographie
En 2012, elle remporte son premier titre de championne d'Allemagne et obtient la médaille d'or aux Jeux olympiques de la jeunesse.
En 2014, elle est sacrée championne du monde junior.
Lors de la saison 2014-2015, elle gagne trois manches de la Coupe intercontinentale, conserve son titre de championne du monde junior, maison surtout décroche la médaille d'argent aux Championnats du monde à Winterberg.
Lors de la saison 2015-2016, elle signe ses débuts en Coupe du monde où elle totalise cinq podiums. Elle se classe première du classement général derrière sa compatriote Tina Hermann.

## Palmarès

### Jeux olympiques
- Médaille d'argent en individuel en 2018.

### Championnats du monde
- Médaille d'or en individuel en 2017.
- Médaille d'or en équipe mixte en 2017.
- Médaille d'or en équipe mixte en 2020.
- Médaille d'argent en individuel en 2015.
- Médaille d'argent en individuel en 2019.
- Médaille d'argent en individuel en 2021.
- Médaille d'or en équipe mixte en 2021.

### Coupe du monde
- 3 globes de cristal en individuel : en 2017, 2018 et 2020.
- 30 podiums individuels : 12 victoires, 10 deuxièmes places et 8 troisièmes places.
- 1 podium en épreuve mixte :  1 victoire.

#### Détails des victoires en Coupe du monde
| Édition   | Piste                                   | Total |
| 2016-2017 | Altenberg Königssee Pyeongchang         | 3     |
| 2017-2018 | Whistler Winterberg Altenberg Königssee | 4     |
| 2018-2019 | Winterberg Lake Placid                  | 2     |
| 2019-2020 | Lake Placid Igls                        | 2     |
| 2020-2021 | Königssee                               | 1     |

### Championnats d'Europe
- Médaille d'or en individuel en 2017.
- Médaille d'argent en individuel en 2018.
- Médaille de bronze en individuel en 2019.

### Championnats du monde junior
- Médaille d'or en individuel en 2015.

### Jeux olympiques de la jeunesse
- Médaille d'or en individuel en 2012.